# Bathymetra abyssicola
Bathymetra abyssicola is een haarster uit de familie Antedonidae.
De wetenschappelijke naam van de soort werd in 1888 gepubliceerd door Philip Herbert Carpenter.